# Алкиона (дочь Эола)
Алкио́на (др.-греч. Ἁλκυών — зимородок, в латинской
транслитерации — Альциона) — в древнегреческой мифологии дочь Эола и Энареты или Эола и Эгиалы.
Жена царя Трахины Кеика, сына Эосфора. После смерти мужа, следуя его участи, бросилась в море и была превращена богами в зимородка. Либо бросилась в море от любви к мужу. По Гигину, из-за этого семь дней в зимнее время море спокойно. Либо муж называл её Герой, а она мужа — Зевсом. За это Зевс превратил её в зимородка, а мужа — в чайку.
Алкионовыми днями называли две недели тихой погоды около дня зимнего солнцестояния. В эти дни Эол смирял ветры, чтобы Алкиона могла высидеть птенцов в своем гнезде, плавающем по волнам.
Миф об Алкионе изложен в «Метаморфозах» Овидия. У Овидия она отождествляется с женой Кеика из Трахина, а её отец — с Эолом, сыном Гиппота. Муж погиб при кораблекрушении и явился к ней во сне. Она нашла тело мужа у берега. Боги превратили их в птиц. Она плачет о муже.